# Charles Taylor (rugby à XV)
Pour les articles homonymes, voir Charles Taylor et Taylor.

a Compétitions nationales et continentales officielles uniquement.

b Matchs officiels uniquement.
Charles Gerald Taylor, né le 8 mai 1863 à Ruabon (Pays de Galles) et mort le 24 janvier 1915 à Dogger Bank (Mer du Nord), est un joueur international gallois de rugby à XV ayant occupé le poste de trois-quarts en sélection nationale.
Il est officier de la Royal Navy, il est le premier international gallois de rugby à XV mort au combat pendant la première Guerre mondiale,.
Taylor est un athlète complet, il est champion gallois de saut à la perche,.

## Carrière militaire
Né à Ruabon, au pays de Galles le 8 mai 1863, Taylor intègre la Royal Navy le 1er juillet 1885, comme assistant ingénieur. Après sa formation initiale il a été confirmé dans le grade le 1er juillet 1886. Il est promu ingénieur le 1er septembre 1890 et ingénieur en chef le 30 décembre 1900. Il devient lieutenant ingénieur le 26 mars 1903, et le 30 décembre 1904 est élevé au rang de commandeur ingénieur.

## Palmarès
- 9 sélections pour l'équipe du pays de Galles
- Sélections par année : 3 en 1884, 2 en 1885, 2 en 1886, 2 en 1887
- Participation à quatre tournois en 1884, 1885, 1886, 1887